# 白方頭魚
白方頭魚（学名：Branchiostegus albus），又名白馬頭魚，為輻鰭魚綱刺尾鯛目弱棘魚科方頭魚屬的其中一種。其种加词“albus”意为“白色的”。分布於西北太平洋的日本南部及東海海域，棲息深度30-100公尺，體色白色或銀白色，腹面呈粉紅色；背鰭與臀旗透明，邊緣顏色稍深；吻或頰無任何記號，尾鰭有多數白點，體長可達45公分，生活在沙泥底質海域，屬肉食性，以魚類、蝦子為食，可做為食用魚，每年5月至9月為盛產期。